# Läst

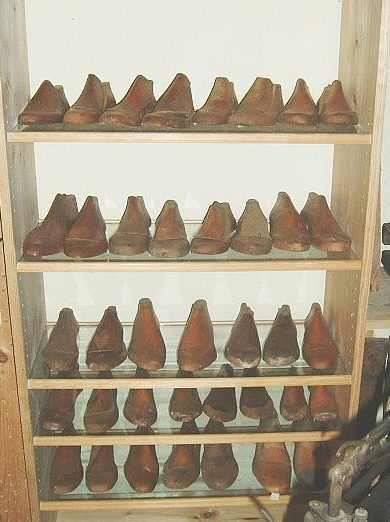
En hylla med skoläster från ca 1930.

En läst är en form som används vid tillverkning av skor. Den var förr tillverkad av trä för olika storlekar och för vänster- respektive högerskor. Lästerna kan också ha olika utföranden för dam- och herrskor, för olika typer av skor och för olika fötter (till exempel breda och smala).
För industriell tillverkning av skor är lästerna numera vanligen tillverkade i plast eller metall.
Ända in på 70-talet förekom skostorlekar i olika lästvidder (A, B, C osv) för olika breda fötter.

## Talesätt
Med talesättet Skomakare, bliv vid din läst menas att man bör hålla sig till att bedöma det man känner till. Talesättet härstammar från antikens Grekland.

## Bilder

Läster
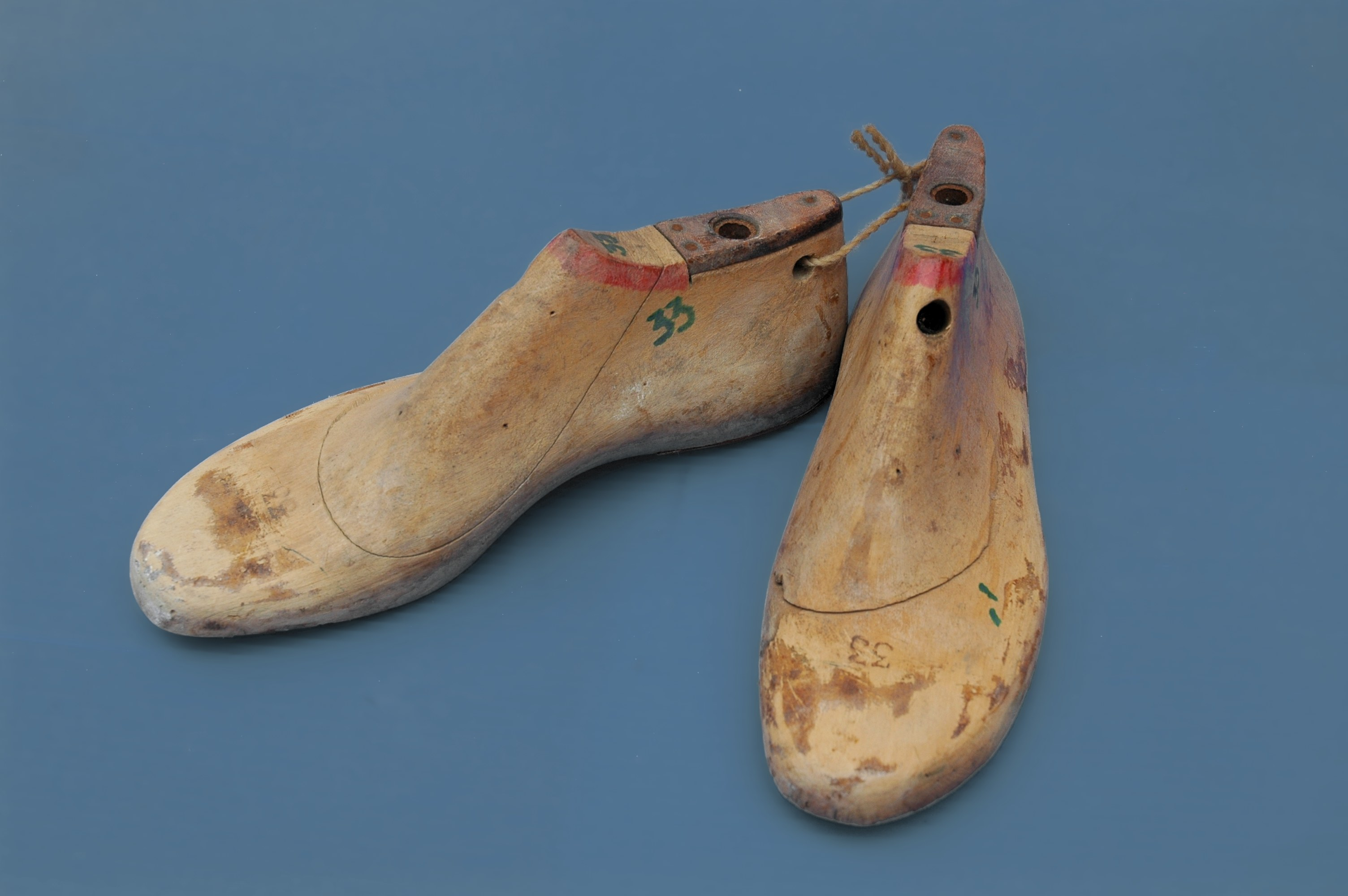
Läster i trä
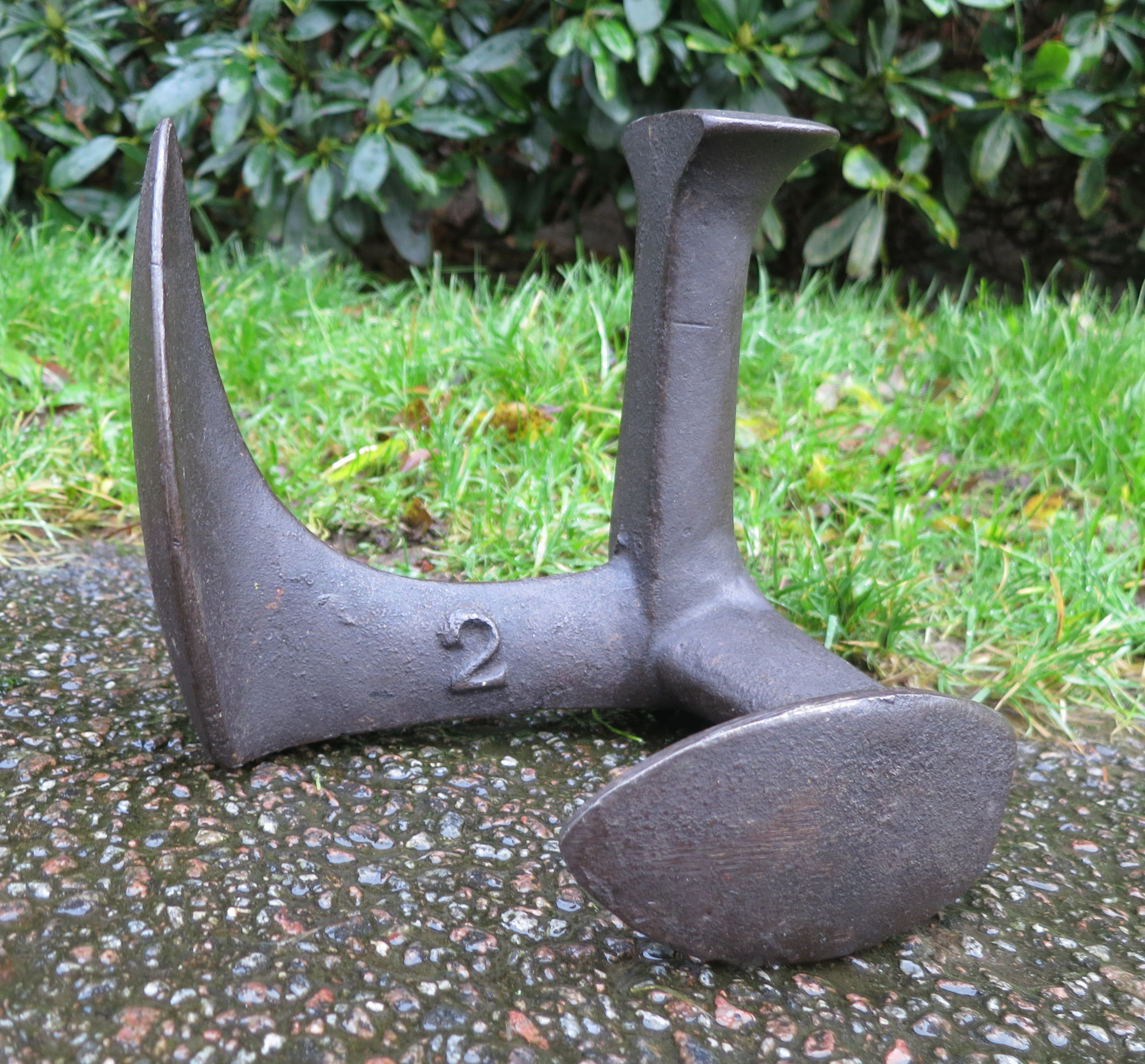
Sammanfogade läster i metall
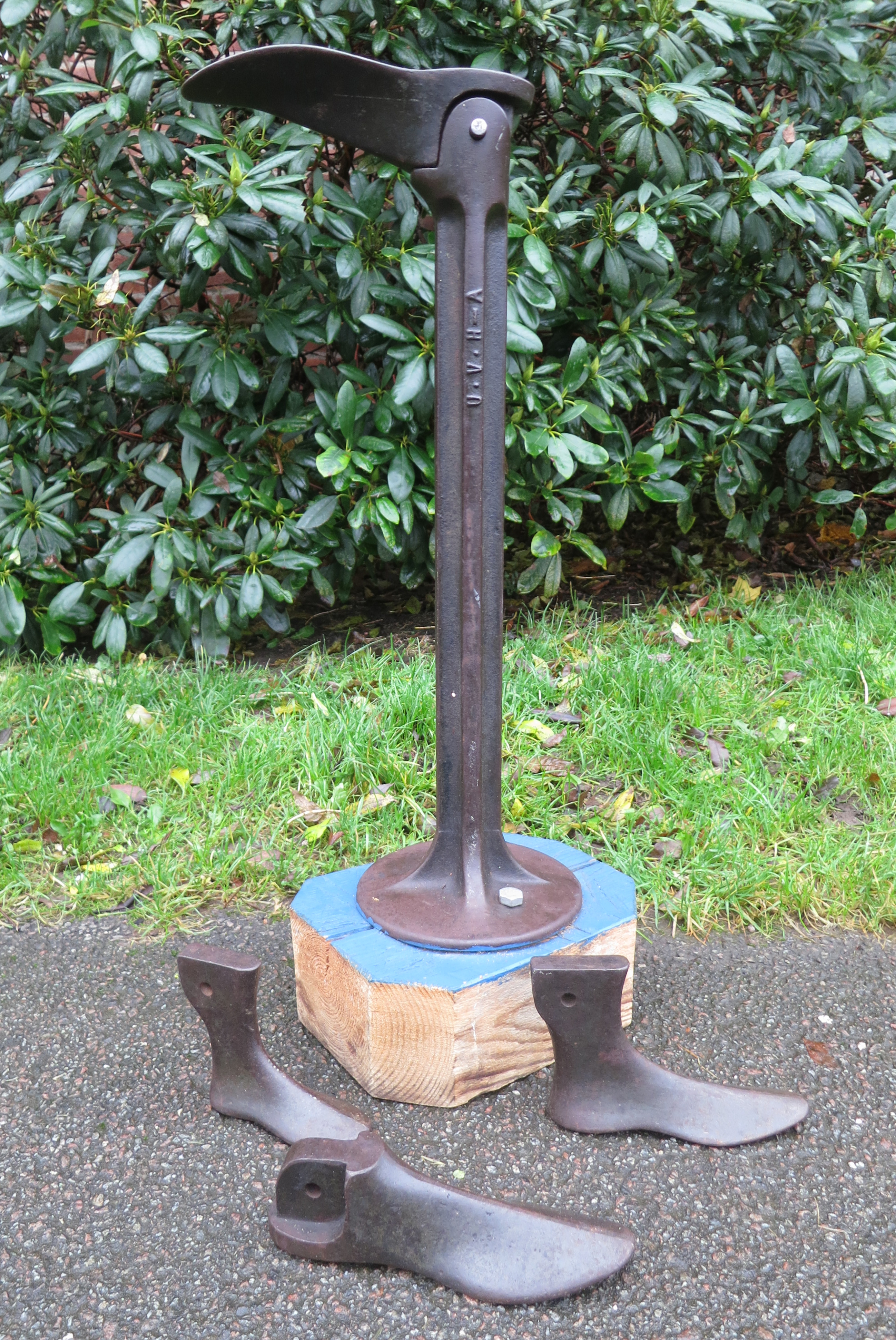
Stativ för metall-läster